# The Definitive Collection (album, ABBA)
The Definitive Collection je kompilační album největších hitů švédské hudební skupiny ABBA, vydané v roce 2001. Obsahuje dva kompaktní disky, na prvním jsou singly z období 1972-79 (People Need Love – Does Your Mother Know), na druhém pak singly z let 1979-82 (Voulez-Vous – Under Attack), skladby jsou řazeny chronologicky. Výjimku tvoří píseň The Thank You For The Music, která byla složena a nahrána již v roce 1977, poprvé ve formě singlu vyšla až ve Velké Británii roku 1983, poté co se kapela rozpadla. Je umístěna na druhém disku vedle dvou bonusů Ring Ring (1974 Remix, britská singlová verze) a Voulez-Vous (Extended Remix, 1979 US Promo).
Australské vydání alba The Definitive Collection má navíc další dva bonusy Rock Me a Hasta Mañana. Remix skladby Ring Ring upravený z originálního záznamu roku 1974 se poprvé objevuje až zde. Předchozí verze písně na CD v rámci box setu singlů z roku 1999 byla upravována z vinylového singlu.
Kompilace The Definitive Collection je jedinou nahrávkou skupiny, která obsahuje všechny singly vydané ve Velké Británii mezi lety 1973–1983. Čtyři neoficiální britské verze singlů jsou zde ve formě remixu Ring Ring, Angeleyes, Lay All Your Love On Me  a  Thank You For The Music. Předchozí kolekce singlů ABBY vyšla v roce 1982 pod názvem The Singles: The First Ten Years.
DVD se shodným názvem The Definitive Collection bylo vydáno v roce 2002 a obsahuje všechny příslušné videoklipy skupiny a navíc pět dalších klipů a galerii snímků.
V roce 2003 se kompilace umístila na 180. místě ankety 500 nejlepších alb všech dob, pořádané časopisem Rolling Stone.

## Seznam skladeb
Všechny skladby složili Björn Ulvaeus a Benny Andersson, pokud není uvedeno jinak.

### CD 1
1. People Need Love – 2:45 (1972)
2. He is Your Brother  – 3:18 (1972)
3. Ring Ring (Benny Andersson, Stig Anderson, Björn Ulvaeus, Neil Sedaka, Phil Cody) – 3:04 (1973)
4. Love Isn't Easy (But It Sure Is Hard Enough) – 2:53 (1973)
5. Waterloo (Benny Andersson, Stig Anderson, Björn Ulvaeus) – 2:47 (1974)
6. Honey, Honey (Benny Andersson, Stig Anderson, Björn Ulvaeus) – 2:55 (1974)
7. So Long – 3:05 (1974)
8. I Do, I Do, I Do, I Do, I Do (Benny Andersson, Stig Anderson, Björn Ulvaeus) – 3:16 (1975)
9. SOS (Benny Andersson, Stig Anderson, Björn Ulvaeus) – 3:20 (1975)
10. Mamma Mia (Benny Andersson, Stig Anderson, Björn Ulvaeus) – 3:32 (1975)
11. Fernando – 4:14 (1976)
12. Dancing Queen (Benny Andersson, Stig Anderson, Björn Ulvaeus) – 3:51 (1976)
13. Money, Money, Money  – 3:05 (1976)
14. Knowing Me, Knowing You (Benny Andersson, Stig Anderson, Björn Ulvaeus) – 4:01 (1976)
15. The Name of the Game (Benny Andersson, Stig Anderson, Björn Ulvaeus) – 4:52 (1977)
16. Take a Chance on Me  – 4:05 (1977)
17. Eagle – 4:27 (1977)
18. Summer Night City  – 3:35 (1978)
19. Chiquitita  – 5:24 (1979)
20. Does Your Mother Know  – 3:13 (1979)

### CD 2
1. Voulez-Vous – 5:08 (1979)
2. Angeleyes – 4:19 (1979)
3. Gimme! Gimme! Gimme! (A Man After Midnight) – 4:50 (1979)
4. I Have a Dream – 4:42 (1979)
5. The Winner Takes It All  – 4:56 (1980)
6. Super Trouper  – 4:13 (1980)
7. On and On and On  – 3:42 (1980)
8. Lay All Your Love on Me  – 4:34 (1980)
9. One Of Us  – 3:56 (1981)
10. When All Is Said And Done  – 3:17 (1981)
11. Head Over Heels – 3:47 (1981)
12. The Visitors  – 5:46 (1981)
13. The Day Before You Came – 5:51 (1982)
14. Under Attack  – 3:47 (1982)
15. Thank You For The Music – 3:51 (1977/1983)
16. Ring Ring (Benny Andersson, Stig Anderson, Björn Ulvaeus, Neil Sedaka, Phil Cody) (UK Single Remix, 1974) – 3:10 (bonus)
17. Voulez-Vous (Extended Remix, 1979 US Promo) – 6:07 (bonus)

- Australské vydání obsahovalo dva bonusy navíc, a to písně "Rock Me" a "Hasta Manana".

### DVD
1. Waterloo  – 2:47
2. Ring Ring  – 3:04
3. Mamma Mia  – 3:32
4. SOS  – 3:20
5. Bang-A-Boomerang  – 2:50
6. I Do, I Do, I Do, I Do, I Do  – 3:16
7. Fernando  – 4:14
8. Dancing Queen  – 3:51
9. Money, Money, Money  – 3:05
10. Knowing Me, Knowing You  – 4:01
11. That's Me  - 3:16
12. The Name of the Game  – 4:52
13. Take a Chance on Me  – 4:05
14. Eagle – 4:27
15. One Man, One Woman  - 4:37
16. Thank You For The Music  – 3:51
17. Summer Night City  – 3:35
18. Chiquitita – 5:24
19. Does Your Mother Know  – 3:13
20. Voulez-Vous – 5:08
21. Gimme! Gimme! Gimme! (A Man After Midnight)  – 4:50
22. On and On and On – 3:42
23. The Winner Takes It All  – 4:56
24. Super Trouper  – 4:13
25. Happy New Year  - 4:23
26. When All Is Said And Done – 3:17
27. One Of Us  – 3:56
28. Head Over Heels – 3:47
29. The Day Before You Came  – 5:51
30. Under Attack  – 3:47
31. When I Kissed The Teacher - 3:01
32. Estoy Sonando (I Have A Dream) - 4:45
33. Felicidad" (Happy New Year) - 4:23
34. No Hay A Quien Culpar (When All Is Said And Done) - 3:17
35. Dancing Queen (živě ve Švédské královské opeře)

## Hitparády a certifikace

### Albové hitparády
| Rok  | Stát               | Pořadí |
| ---- | ------------------ | ------ |
| 2003 | Austrálie          | 10     |
| 2001 | Dánsko             | 3      |
| 2003 | Německo            | 14     |
| 2002 | Nový Zéland        | 9      |
| 2002 | Norsko             | 8      |
| 2001 | Spojené království | 17     |
| 2004 | Švédsko            | 26     |
| 2001 | USA                | 186    |

### Certifikace
| Stát        | Certifikace        | Prodaných kopií |
| ----------- | ------------------ | --------------- |
| Austrálie   | 2xPlatinum         | 140,000+        |
| Brazílie    | Zlatá deska (2006) |                 |
| Německo     | 1xPlatinum         | 300,000+        |
| Nový Zéland | Platinum           | 15,000+         |